# Michael Limburg
Michael Limburg (* 11. Februar 1940 in Berlin) ist ein deutscher Autor, der erfolglos auf der Landesliste Brandenburg für die AfD zur Bundestagswahl 2017 antrat. Limburg wurde bekannt für sein Abstreiten der menschengemachten globalen Erwärmung. Er ist Vizepräsident des eingetragenen Vereins Europäisches Institut für Klima und Energie (EIKE), einer sich als Institut darstellenden Organisation, die den menschengemachten Klimawandel leugnet.

## Leben
Limburg studierte Elektrotechnik mit Abschluss Diplom-Ingenieur und arbeitete zunächst als Entwickler von Elektronik für Fernseher, später als Manager. Nach seinem Rentenantritt im Jahr 2001 begann er sich mit dem Thema Klima zu befassen. Hierbei wurde er inspiriert von Fred Singer, einem industrienahen Wissenschaftler, der unter anderem die Gesundheitsgefahren des Tabakrauchens sowie die Existenz des Klimawandels bestritt und als einer der weltweit lautesten Klimaleugner galt. Nach Einlesen in die Thematik begann Limburg seine Thesen zu verbreiten, zunächst unter Pseudonym im Internet, später in Büchern. Nach einer Weile erhielt er aufgrund seiner Thesen etwas Medienaufmerksamkeit. 2007 gründete er mit Gleichgesinnten das Europäische Institut für Klima und Energie (EIKE), einen Verein zur Klimaleugnung, der 2017 rund 50 Mitglieder hatte und als „die wichtigste Stimme der deutschen Klimaleugner“ gilt.
2010/11 versuchte Limburg gemäß Eigendarstellung bei EIKE mit einer Dissertation zur Geschichte der Temperaturmessung mit Hilfe des Geographen Werner Kirstein an der Universität Leipzig zu promovieren. Die Dissertation sei von zwei Gutachtern als nicht genügend bewertet worden (Gutachten unter Literaturangaben in einsehbar), worauf Limburg den Gutachtern Inkompetenz, Befangenheit und politische Gründe für ihre Ablehnung vorwarf. In einem gerichtlichen Vergleich erreichte Limburg anschließend nach eigenen Angaben, dass die Dissertation als nicht eingereicht eingestuft wurde, sodass er sie andernorts einreichen konnte. Eine andere Hochschule habe die Eröffnung des Promotionsverfahrens jedoch genauso abgelehnt.

## Mitgliedschaften
Limburg ist Mitglied der AfD. Er gehört dem „Bundesfachausschusses Energiepolitik“ der Partei an und arbeitete am Parteiprogramm mit, worauf die AfD große Teile seiner Positionen zum Klimawandel in ihr Parteiprogramm übernahm. Dieses Grundsatzprogramm enthält gemäß einem Faktencheck der Klimaplattform klimafakten.de „fast keine Aussage, die mit dem Stand der Forschung zu Klima und Klimawandel vereinbar ist“, sondern falle vor allem durch viele „eklatant falsche und irreführende Aussagen“ auf. Limburg trat auf dem Listenplatz 10 auf der Landesliste Brandenburg für die AfD zur Bundestagswahl 2017 an. 2018 wurde Limburg auch von der AfD-Fraktion des Landtages Brandenburg eingeladen, um als „Experte“ vor dem Landtag auszusagen.
2019 trat er als Experte der AfD im Bundestag auf. Dies sorgte nicht nur deswegen für Ärger, weil er den menschengemachten Klimawandel als „nicht existent“ bezeichnete, sondern auch, weil es ein Bruch der Konventionen ist, einen Fraktionsmitarbeiter als Experten zu laden. Limburg ist mit einer Teilzeitstelle im Abgeordnetenbüro von Karsten Hilse (AfD) tätig, der bereits als „radikalster Leugner des menschengemachten Klimawandels“ im Bundestag bezeichnet wurde.
Limburg ist zudem Mitglied im Policy Advisory Board der International Climate Science Coalition.

## Leugnung des Klimawandels
Limburg leugnet den gegenwärtigen menschengemachten Klimawandel und bestreitet, dass Kohlenstoffdioxid ein Treibhausgas ist. Unter anderem äußerte er, es gebe keinerlei Beweise, „dass das menschgemachte CO2 auf irgendeine mysteriöse Weise die Temperatur der Atmosphäre dieses Planeten erwärmt“.  Kohlenstoffdioxid sei stattdessen sehr wichtig für Pflanzen, CO2-Emissionen sollten deswegen nicht verhindert, sondern gefördert werden. Menschen, die CO2 ausstoßen, sollten eine Belohnung erhalten. In seinem Vortrag bei der EIKE-Konferenz 2019 äußerte er seine Hoffnung, er habe mit seiner Rede bei den Zuhörern die „Bedenken zum Treibhauseffekt noch vergrößert“.
Klimaforschern wirft Limburg vor, „Panik zu verbreiten“ und Politiker zu täuschen. Das Thema Klima setze „naturwissenschaftliche Kenntnisse“ voraus, die die meisten Politiker nicht hätten. Diese seien vor allem von „Ahnungslosigkeit und Opportunismus“ getrieben.
Den wissenschaftlichen Konsens zum menschengemachten Klimawandel bestreitet er. Nicht 97 % der Forscher würden den menschengemachten Klimawandel als Tatsache anerkennen, sondern nur 0,3 %. Die Studien zum wissenschaftlichen Konsens seien alle falsch, zudem gebe es keinen Beweis für den menschengemachten Klimawandel. Es gebe Tausende Klimaforscher, die anderer Meinung seien und sich gegen die „IPCC-Diktatur“ wendeten, aber öffentlich nicht zu Wort kämen. Beispiele hierfür seien u. a. Richard Lindzen, Roy Spencer und Willie Soon. Tatsächlich würden von den mehr als 2500 IPCC-Wissenschaftlern nur wenige Dutzend Forscher „die Hypothese vom menschgemachten Klimawandel“ vorantreiben, der Rest habe sich unterbuttern lassen.
Limburg hält Klimaschutz für „eine absurde Idee“ und lehnt die Energiewende sowie die Förderung der erneuerbaren Energien ab. Als seinen „Wunschstrommix“ bezeichnet er den Energiemix, der vor Beginn der Energiewende bestand. Er befürwortet die Nutzung von Kohle als Energieträger und vertrat die Ansicht, die Behauptung, dass Kohle als Energieträger „dreckig“ sei, diene dazu, einen „heimischen Energieträger zu diffamieren“. In modernen Kohlekraftwerken könne man „fast vom Fußboden essen“. Er befürwortet ebenfalls die Nutzung der Kernenergie und spricht sich dafür aus, den Atomausstieg rückgängig zu machen.
Die Eltern der schwedischen Klimaschutzaktivistin Greta Thunberg müssten seiner Ansicht nach „bestraft“ werden. Thunberg selbst gehöre in Obhut einer Pflegefamilie, die „ihre Behinderung ertragbar“ mache.

## Publikationen
- Strom ist nicht gleich Strom, TvR Medienverlag, Jena, 2015
- Klimahysterie – was ist dran? TvR Medienverlag, Jena, 2009 / 2012
- Der digitale Gutenberg, Springer-Verlag, Berlin, 1997
- Gutenberg goes digital, Blueprint, London – Tokyo – Melbourne – Madras, 1995